# Wallers-en-Fagne
Wallers-en-Fagne é uma comuna francesa na região administrativa de Altos da França, no departamento do Norte. Estende-se por uma área de 7.79 km². Em 2010 a comuna tinha 291 habitantes (densidade: 37,4 hab./km²).